# Arthez-d'Asson
Arthez-d'Asson is een gemeente in het Franse departement Pyrénées-Atlantiques (regio Nouvelle-Aquitaine) en telt 508 inwoners (1999). De plaats maakt deel uit van het arrondissement Pau.

## Geografie
De oppervlakte van Arthez-d'Asson bedraagt 7,3 km², de bevolkingsdichtheid is 69,6 inwoners per km².
De onderstaande kaart toont de ligging van Arthez-d'Asson met de belangrijkste infrastructuur en aangrenzende gemeenten.

## Demografie
Onderstaande figuur toont het verloop van het inwonertal (bron: INSEE-tellingen).